# Stefan Stanisław Czarniecki
Stefan Stanisław Czarniecki (zm. w kwietniu 1703 roku) – pisarz polny koronny od 1671, marszałek sejmu pacyfikacyjnego 1673 roku, marszałek konfederacji gołąbskiej, starosta radziejowski, brański, lipnicki, starosta kaniowski.

## Życiorys
Był synem Stanisława Czarnieckiego, bratankiem hetmana polnego koronnego Stefana. Po śmierci hetmana Czarnieckiego, odziedziczył większość jego majątku (starostwo kaniowskie, reteńskie, radziejowskie i rodzinną Czarncę).
Walczył z kozakami, Rosjanami i Szwedami.
W 1658 był rotmistrzem rajtarii. W czasie rokoszu Lubomirskiego dochował wierności królowi Janowi Kazimierzowi. Po stryju otrzymał w 1665 szwadron dragonów, a w 1666 otrzymał komendę królewskiej chorągwi husarskiej. Jako pułkownik Jego Królewskiej Mości walczył dalej na Ukrainie. Poseł na sejm nadzwyczajny 1670 roku z województwa wołyńskiego.
W 1673 został wybrany marszałkiem konfederacji gołąbskiej, zawiązanej w obronie króla Michała Korybuta Wiśniowieckiego. Przewodniczył obradom sejmu pacyfikacyjnego. Od 1673 posiadał własny regiment dragonii. W czasie bitwy pod Chocimiem prowadził do szturmu piechotę na okopy tureckie. Brał udział w kampaniach 1674–1676. Elektor Jana III Sobieskiego z ziemi bielskiej w 1674 roku.  Od 1674 posiadał chorągiew pancerną. Uczestniczył w odsieczy wiedeńskiej. W czasie bitwy pod Parkanami dowodził partią jazdy na lewym skrzydle. 
Należał do najbardziej zagorzałych wrogów króla Jana III Sobieskiego, uczestniczył w spisku przeciwko królowi w 1678 roku. W paszkwilu z 1685 roku zohydził osobę monarchy.
Poseł sejmiku wołyńskiego na sejm koronacyjny 1676 roku, sejm 1677 roku, sejm 1678/1679 roku, sejm 1681 roku, poseł na sejm 1683 roku.
5 lipca 1697 roku podpisał w Warszawie obwieszczenie do poparcia wolnej elekcji, które zwoływało szlachtę na zjazd w obronie naruszonych praw Rzeczypospolitej.